# 矮小白珠
矮小白珠（学名：Gaultheria nana）是杜鹃花科白珠树属的植物，是中国的特有植物。分布于中国大陆的西藏等地，生长于海拔3,400米至4,800米的地区，多生在山坡岩石缝中，目前尚未由人工引种栽培。